# Phil Brown (acteur)
Pour les articles homonymes, voir Phil Brown et Brown.
Philip Mortimer Brown, alias Phil Brown, est un acteur américain né le 30 avril 1916 à Cambridge (Massachusetts) et mort le 9 février 2006 à Woodland Hills, Los Angeles (Californie).
Il a notamment joué le rôle d'Owen Lars dans Star Wars : épisode IV - Un nouvel espoir.
Même s'il n'était pas communiste, l'acteur a été contraint de s'expatrier en Grande-Bretagne de 1953 à 1993.

## Filmographie partielle
- 1941 : Souvenirs (H.M. Pulham, Esq.) de King Vidor
- 1941 : L'Escadrille des jeunes (I Wanted Wings) de Mitchell Leisen
- 1942 : On demande le docteur Gillespie (Calling Dr. Gillespie) de Harold S. Bucquet
- 1944 : The Impatient Years d'Irving Cummings
- 1944 : Le Suicide du Professeur X (Weird Woman) de Reginald Le Borg
- 1945 : La Foire aux illusions (State Fair) de Walter Lang
- 1946 : Les Tueurs (The Killers) de Robert Siodmak
- 1947 : L'Heure du crime (Johnny O'Clock) de Robert Rossen
- 1948 : L'Énigmatique Monsieur Horace (The Luck of the Irish) de Henry Koster
- 1949 : L'Obsédé (Obsession) d'Edward Dmytryk
- 1957 : Un roi à New York (A King in New York) de Charlie Chaplin
- 1967 : Bomba u 10 i 10 de Časlav Damjanović : Professeur Pilić
- 1970 : Tropique du Cancer de Joseph Strick
- 1973 : Scalawag de Kirk Douglas
- 1977 : Star Wars, épisode IV : Un nouvel espoir (Star Wars, Episode IV: A New Hope) de George Lucas